# Nesbjörg
Nesbjörg är en ås i republiken Island. Den ligger i regionen Norðurland vestra, 170 km norr om huvudstaden Reykjavík.